# 小澤實
小澤 實（おざわ みのる、1956年8月29日 - ）は、日本の俳人、俳文学者。大学時代より「鷹」に所属し藤田湘子に師事。2000年に俳誌「澤」を創刊・主宰。本名・実。

## 経歴
長野県長野市生まれ。1972年、長野県松本深志高等学校に入学。同級にのちに小説家・長野県知事となる田中康夫がいた。高校時代は文学部の機関誌に小説を寄せ、ガリ版刷りの小詩集を刊行するなどした。1976年、信州大学人文学部在学中に信大連句会に参加、東明雅の指導を受ける。翌年、連句会の連衆であった宮坂静生のてほどきで俳句をはじめ、同年「鷹」に入会、藤田湘子に師事。また大学で信大俳句会を結成する。
1979年、大学を卒業し、成城大学大学院文学研究科修士課程に進学、尾形仂に師事し、北条霞亭など江戸時代の漢詩人の書簡を解読。1980年「鷹」新人賞受賞、1982年「鷹」俳句賞受賞。1984年、同文学研究科博士課程単位取得満期退学。1985年、「鷹」編集長に就任。
1999年、「鷹」を退会し、2000年、「澤」を創刊・主宰。門下に川上弘美、葛西省子、林雅樹、押野裕、野崎海芋、榮猿丸、相子智恵、椎野順子、堀田季何、森下秋露、池田瑠那などがいる。
跡見学園女子大学、早稲田大学などで非常勤講師を務める。俳人協会会員（現在、副会長）、俳文学会会員、日本文藝家協会会員。NHK俳句選者（2013-2015年度）。2011年より角川俳句賞選考委員。

### 受賞
- 1998年 - 第二句集『立像』、第21回俳人協会新人賞
- 2006年 - 第三句集『瞬間』、第57回読売文学賞詩歌俳句賞
- 2008年 - 『俳句のはじまる場所』、第22回俳人協会評論賞
- 2022年 - 『芭蕉の風景』で第73回読売文学賞随筆・紀行賞
- 2024年 - 『澤』で第58回蛇笏賞、第23回俳句四季大賞

## 作風
代表的な句に「本の山くづれて遠き海に鮫」「ゆたんぽのぶりきのなみのあはれかな」（『砧』収録）、「夏芝居監物某出てすぐ死」「大寺のいくつほろびし日向ぼこ」（『立像』収録）、「林中にわが泉あり初茜」「神護景雲元年写経生昼寝」（『瞬間』収録）などがある。有季定型を重んじつつ幅広い対象を俳諧味豊かに詠んでおり、新人であった20代の頃から技巧派と称される。
句会での題詠を得意としており、「神護景雲」の句も句会で「神」の席題を与えられ即興で作ったものだという。また特に第三句集以降、「たれ刷いてうなぎの艶やさらに刷く」（『瞬間』）のような形の、中七で切れを作り下五でダメ押しのようにさらに対象の描写を続ける手法を好んで用いており、「澤」門人にもしばしば見られるこのような句風は「澤調」とも「一物深掘り」とも呼ばれている。
本人は「俳句は謙虚な詩である」として挨拶性を重視、俳句は作者の個性の発揮よりも詠む対象や読者、言葉を生かすことを考えるべきものとしている（「俳句は謙虚な詩である」『澤』創刊号掲載、『セレクション俳人 小澤實集』再録）。

## 著書
- 句集『砧』牧羊社、1986年
- 句集『立像』角川書店、1997年
- 『万太郎の一句』ふらんす堂、2005年
- 句集『瞬間』角川書店、2005年
- 選集『小澤實集』邑書林〈セレクション俳人〉、2005年
- 『俳句のはじまる場所-実力俳人への道』角川学芸出版〈角川選書〉、2007年
- 『名句の所以: 近現代俳句をじっくり読む』毎日新聞出版、2018年
- 『芭蕉の風景』上下、ウェッジ、2021年
- 句集『瓦礫抄』ふらんす堂〈澤俳句叢書〉、2022年
- 句集『澤』KADOKAWA〈澤俳句叢書〉、2023年

### 共編著・監修
- 『秀句三五〇選 友』（編著）蝸牛社、1994年
- 『俳句入門-大人の愉しみ』監修、淡交社〈淡交ムック〉、2006年
- 『俳句の海に潜る』中沢新一共著、KADOKAWA、2016年
- 『日本文学全集 29 近現代詩歌』河出書房新社、2016年、俳句担当、詩は池澤夏樹、歌は穂村弘選